# Prometeo
Prometeo (in greco antico: Προμηθεύς?, Promethéus, "colui che riflette prima"; in latino Prometheus), è un personaggio della mitologia greca. L'epiteto di Prometeo ("colui che riflette prima") lo contrappone a uno dei suoi tre fratelli, Epimeteo, che invece è "colui che riflette dopo". Questo è dovuto al fatto che Prometeo, a differenza di suo fratello, è astuto e intelligente.
Prometeo rubò il fuoco agli dei per darlo al genere umano e la sua azione, che avvenne in antitesi a Zeus ed è posta ai primordi dell'umanità, rappresenta l'origine della condizione esistenziale umana.
Nella storia della cultura occidentale, Prometeo può essere considerato un simbolo di ribellione e di sfida alle autorità o alle imposizioni, così anche come metafora del pensiero e archetipo di un sapere sciolto dai vincoli del mito, della falsificazione e dell'ideologia.

## Genealogia
Figlio del titano Giapeto ebbe per madre l'oceanina Climene oppure l'oceanina Asia. Sposò Pronoe (a volte citata come Esione Pronoea) che lo rese padre di Deucalione.
Altri figli a lui attribuiti sono Aidos ed Elleno. Quest'ultimo può essere lo stesso Elleno che in genere è considerato suo nipote.

## Mitologia
(Apollodoro. I miti greci I,7,1. Traduzione di Maria Grazia Ciani. Milano, Mondadori/Fondazione Lorenzo Valla. 2008, p. 31)
(Pausania. Viaggio in Grecia, X, 4,4. Traduzione di Salvatore Rizzo. Milano, Rizzoli, 2011, p. 109)

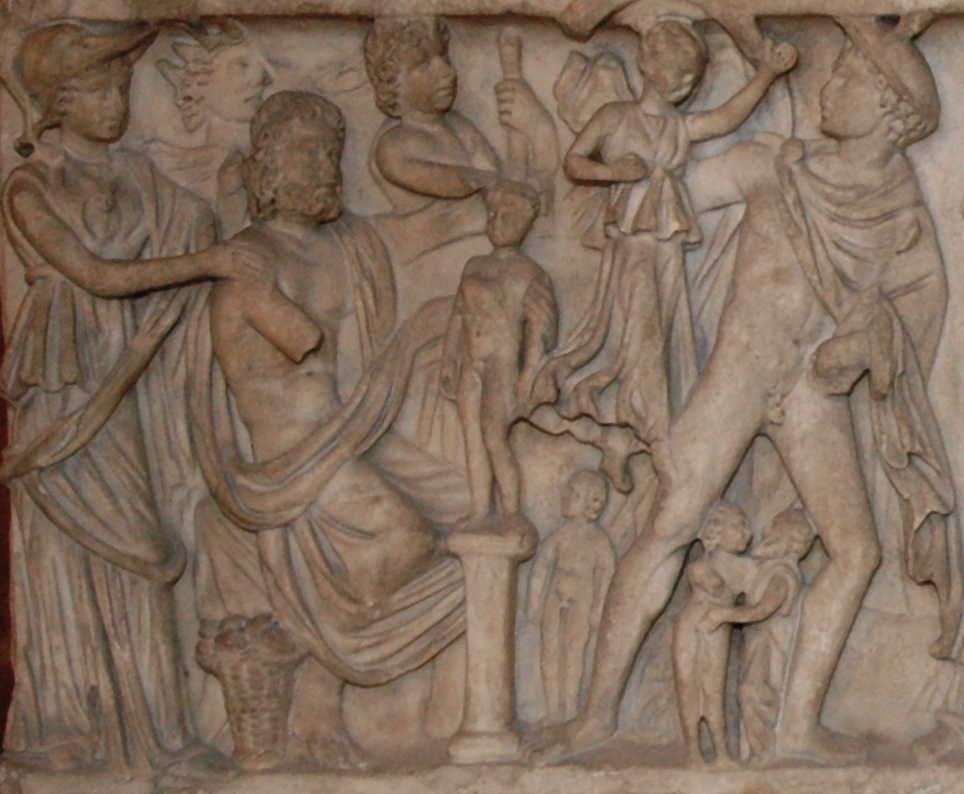
La creazione dell'uomo da parte di Prometeo raffigurata in un sarcofago romano del III secolo d.C., conservato presso il Museo del Louvre di Parigi. A sinistra di Prometeo si colloca Atena che indossa l'elmo, mentre alla sua destra si pone Ermes con il copricapo alato.

Dinos greco con Prometeo che consegna ai satiri il fuoco, contenuto nel fusto cavo di una ferula. I satiri accolgono il dono danzando (Museo Archeologico Nazionale delle Marche)

Prometeo è un titano amico dell'umanità e del progresso poiché ruba il fuoco agli dei per darlo agli uomini, subisce la punizione di Zeus, che lo incatena a una rupe ai confini del mondo per poi farlo sprofondare nel Tartaro.
Prometeo aveva cinque coppie di fratelli gemelli. All'inizio i fratelli erano virtuosi e saggi, ma si lasciarono prendere dall'avidità e allora gli dei mandarono una tempesta che distrusse il loro paese.
Atlante e Menezio sopravvissero al diluvio e si unirono a Crono e ad altri Titani per combattere gli dei. Però Zeus mandò in esilio Menezio e condannò Atlante a portare il Cielo sulle spalle per sempre.
Prometeo si schierò dalla parte di Zeus, dicendo di fare altrettanto al fratello Epimeteo, unendosi alla lotta solo quando oramai volgeva al termine. Come premio, ebbe la possibilità di accedere liberamente all'Olimpo; di conseguenza fu presente alla nascita, dalla testa di Zeus, di Atena. Zeus, per la stima che riponeva in Prometeo, gli diede l'incarico di forgiare l'uomo: Prometeo lo modellò dal fango e lo animò con il fuoco.
Prometeo diede testimonianza dell'amicizia che provava per gli uomini fin dalla prima volta che se ne dovette occupare: quando ricevette da Atena e dagli altri dei un numero limitato di "buone qualità" da attribuire agli esseri viventi, compito che suo fratello Epimeteo cominciò a eseguire senza pensarci tanto, distribuendole in maniera priva di pianificazione ai vari animali. Alla fine non vi erano più qualità da assegnare al genere umano, ma Prometeo rimediò subito rubando ad Atena uno scrigno in cui erano riposte l'intelligenza e la memoria, che donò agli umani.
Zeus in quel momento aveva deciso di distruggerli e non approvava la gentilezza di Prometeo per le sue creature; inoltre considerava i doni del titano troppo pericolosi perché gli uomini in questo modo sarebbero diventati sempre più potenti e capaci.
A quell'epoca, gli uomini erano ammessi alla presenza degli dei, con i quali trascorrevano momenti conviviali di grande allegria e serenità. Durante una di queste riunioni tenuta a Mecone fu portato un enorme bue, del quale metà doveva spettare a Zeus e metà agli uomini. Il signore degli dei affidò l'incarico della spartizione a Prometeo che approfittò dell'occasione per ingannarlo. Quando sacrificò l'animale, divise i pezzi in due parti: agli uomini riservò i pezzi di carne migliori, nascondendoli però sotto la disgustosa pelle del ventre del toro, mentre agli dei riservò le ossa, che ricoprì in un lucido strato di grasso. Fatte le porzioni, invitò Zeus a scegliere la sua parte: Zeus accettò l'invito e prese la parte che luccicava di grasso, ma scoprendovi dentro le ossa abilmente nascoste, si arrabbiò lanciando una maledizione sugli uomini; fu da allora che gli uomini cominciarono a lasciare agli dei le parti immangiabili delle bestie sacrificate, consumandone invece la carne, in cambio della loro mortalità. Lo sfrontato raggiro doveva essere punito e Zeus, senza colpire Prometeo, tolse il fuoco agli uomini e lo nascose.

### La punizione di Prometeo e degli uomini
Gli uomini, senza fuoco, morivano, esiliati sulla Terra. Prometeo allora si recò da Atena affinché lo facesse entrare di notte nell'Olimpo, lì accese una torcia grazie al fuoco del carro di Elio e si dileguò senza che nessuno lo vedesse. Secondo altre leggende, egli ritrovò la torcia nella fucina di Efesto, ne rubò qualche favilla e, incurante delle conseguenze, la portò agli uomini. Venutolo a sapere, Zeus ordinò ad Efesto di costruire una donna bellissima, di nome Pandora, la prima del genere umano, alla quale gli dei del vento infusero lo spirito vitale e che tutte le dee dell'Olimpo dotarono di doni meravigliosi.

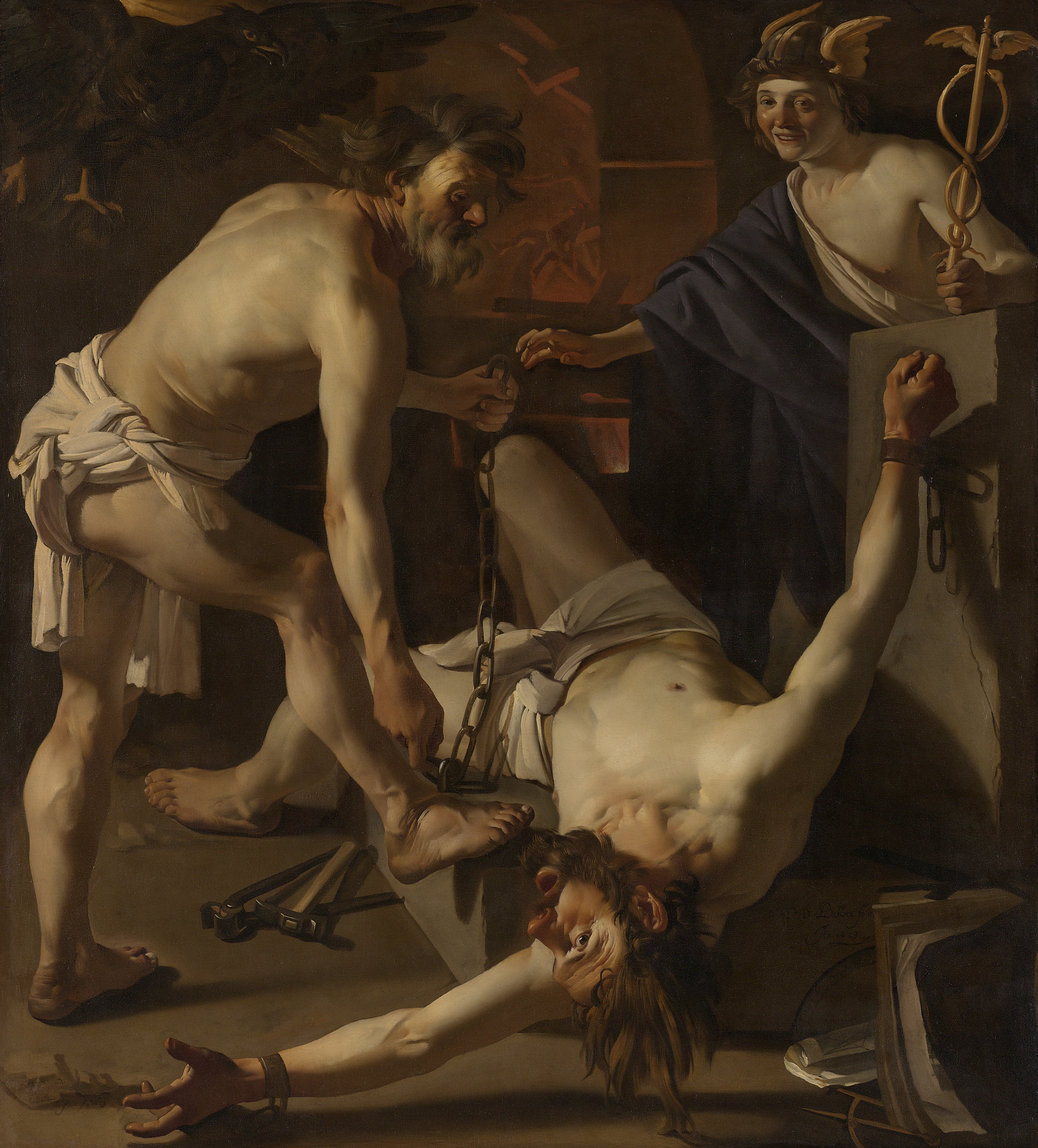
Vulcano incatena Prometeo di Dirck van Baburen, 1623

Si racconta che Zeus la inviò da Epimeteo affinché punisse la razza umana, alla quale Prometeo aveva dato il fuoco divino. Epimeteo, avvertito dal fratello di non accettare regali da Zeus, la rifiutò, cosicché Zeus, più indignato che mai per gli affronti subìti prima dall'uno e poi dall'altro fratello, decise di punire ferocemente il titano e tutti gli uomini che egli difendeva. Il padre degli dei fece incatenare Prometeo, nudo, nella zona più alta e più esposta alle intemperie, e ordinò che gli venisse conficcata una colonna nel corpo. Inviò poi Aithon, una mostruosa aquila del Caucaso, perché gli squarciasse il petto e gli dilaniasse il fegato (che gli ricresceva durante la notte), giurando di non staccare mai Prometeo dalla roccia.
Epimeteo, dispiaciuto per la sorte del fratello, si rassegnò a sposare Pandora, ma essa sventatamente e per pura curiosità aprì il vaso donatole da Zeus, adempiendo così al piano del re degli dei. Egli, infatti, aveva chiuso all'interno del vaso tutti i mali che potessero tormentare l'uomo: la fatica, la malattia, la vecchiaia, la pazzia, la passione e la morte. Essi uscirono e immediatamente si sparsero fra gli uomini; solo la speranza, rimasta nel vaso tardivamente richiuso, da quel giorno sostenne gli uomini anche nei momenti di maggior scoraggiamento.

### La liberazione e l'immortalità del Titano
Come narrato nella tragedia perduta di Eschilo Prometeo liberato, dopo molti anni Eracle passò dalla regione del Caucaso, trafisse con una freccia l'aquila che tormentava Prometeo e lo liberò spezzando le catene.

### Culto e devozioni
L'eroe benefattore dell'umanità godette di un culto molto diffuso ad Atene, tanto che la città gli dedicò delle feste pubbliche, dette Prometheia, nelle quali si percorrevano le strade correndo con fiaccole accese per celebrare il più grande dono che Prometeo aveva fatto all'umanità: il fuoco.
A seguito della diffusione della cultura ellenistica, il mito entrò nell'iconografia di altre culture mediterranee, comprese quelle tirreniche.

## Iconografia
Nelle opere artistiche, il titano è generalmente raffigurato nudo e legato a una roccia, mentre Aithon gli divora il fegato. Nella scena si può scorgere una fiaccola accesa, simbolo della sua colpa e della sua punizione. Meno frequentemente l'eroe è ritratto davanti a una statua dalle fattezze umane, che talvolta poggia su di un piedistallo. In un'altra versione iconografica l'eroe, dopo aver rubato il fuoco, avvicina una torcia accesa alla statua per darle la vita. La commistione dei due episodi, in realtà indipendenti tra loro, è stata letta in chiave allegorica: la figura della statua rappresenta l'uomo toccato dalla grazia divina.

### Prometeo plasma l'uomo

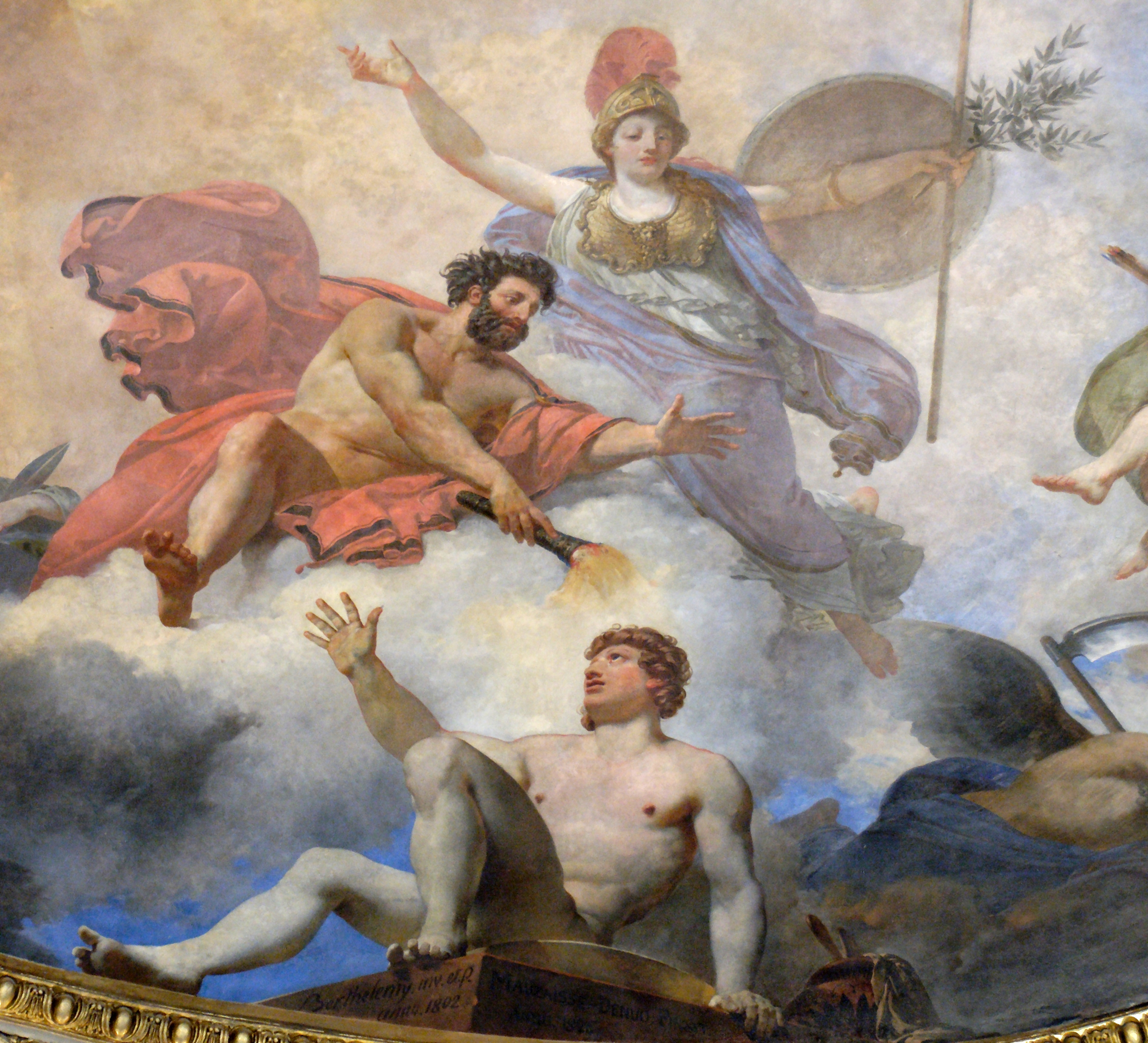
Jean-Simon Berthélemy e Jean-Baptiste Mauzaisse, Prometeo dà vita all'uomo, affresco, 1802, Parigi, Louvre.
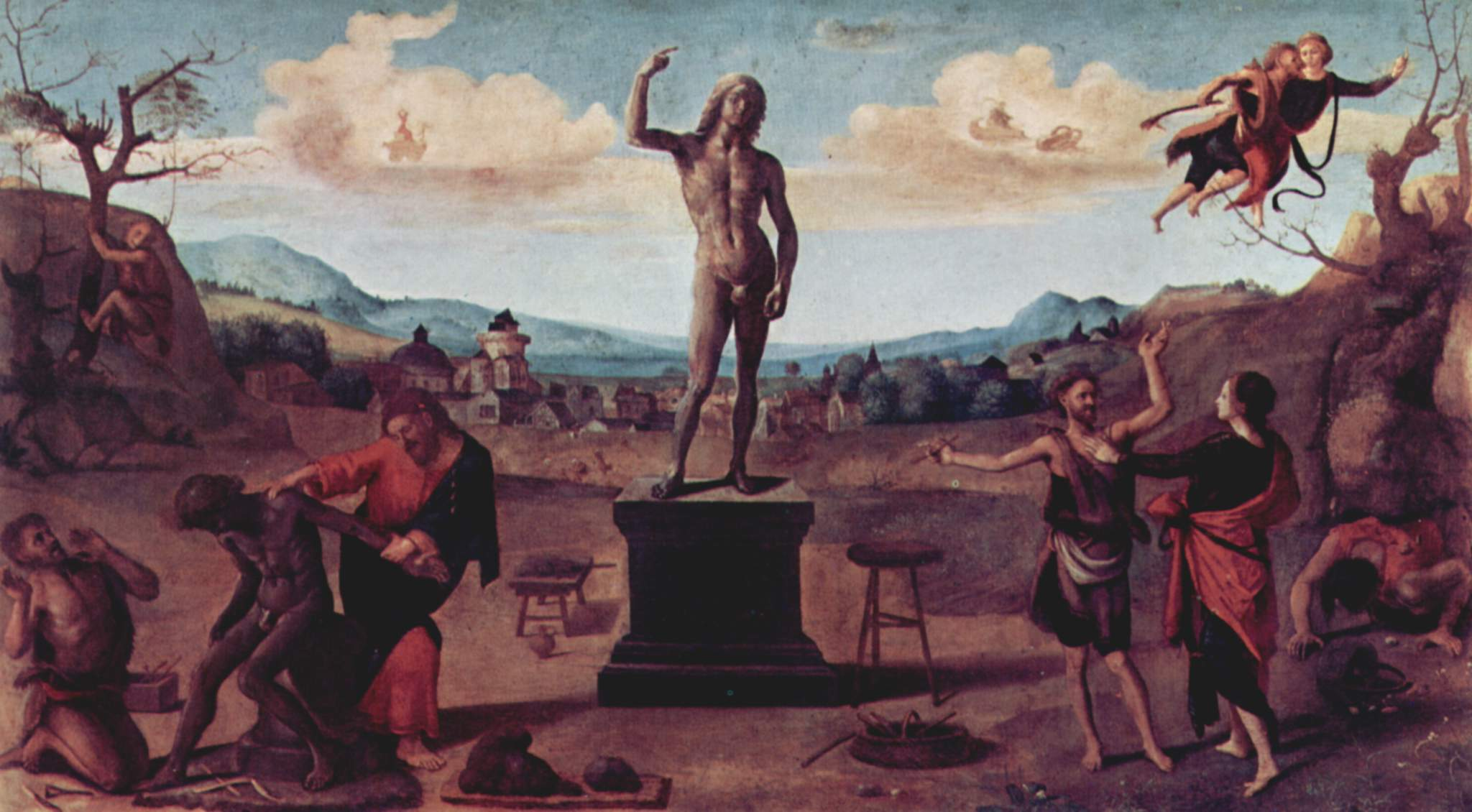
Piero di Cosimo, Mito di Prometeo: Prometeo plasma l'uomo, olio su tela, Monaco di Baviera, Alte Pinakothek.
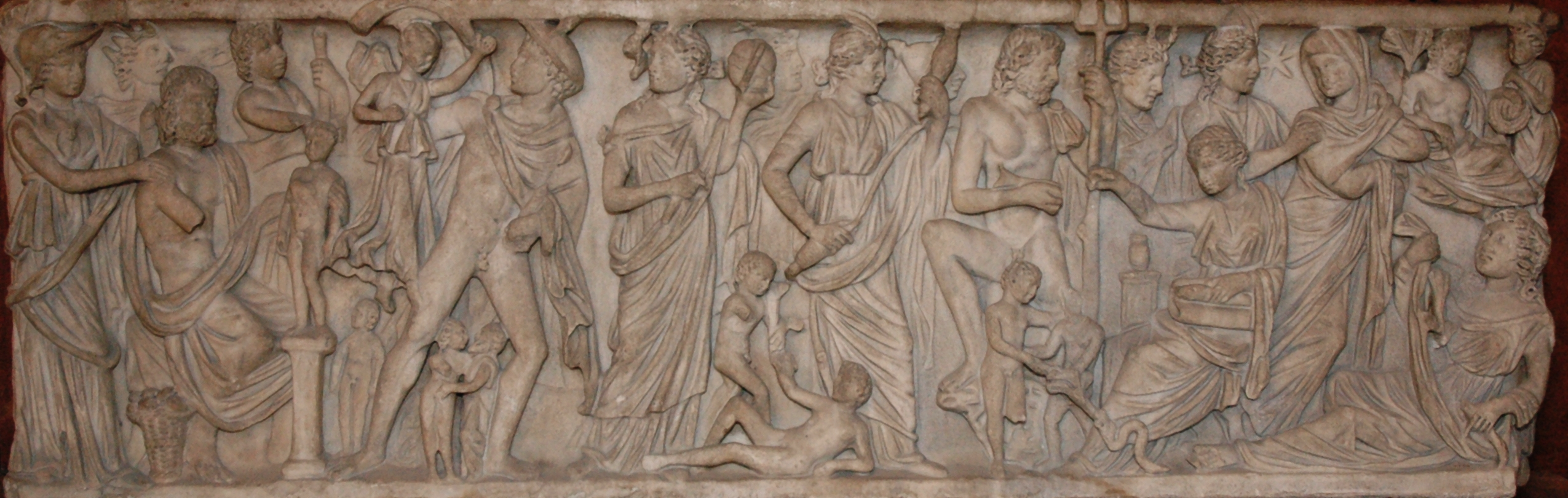
Prometeo plasma l'essere umano, sarcofago romano, 240 a.C. circa, Parigi, Louvre.
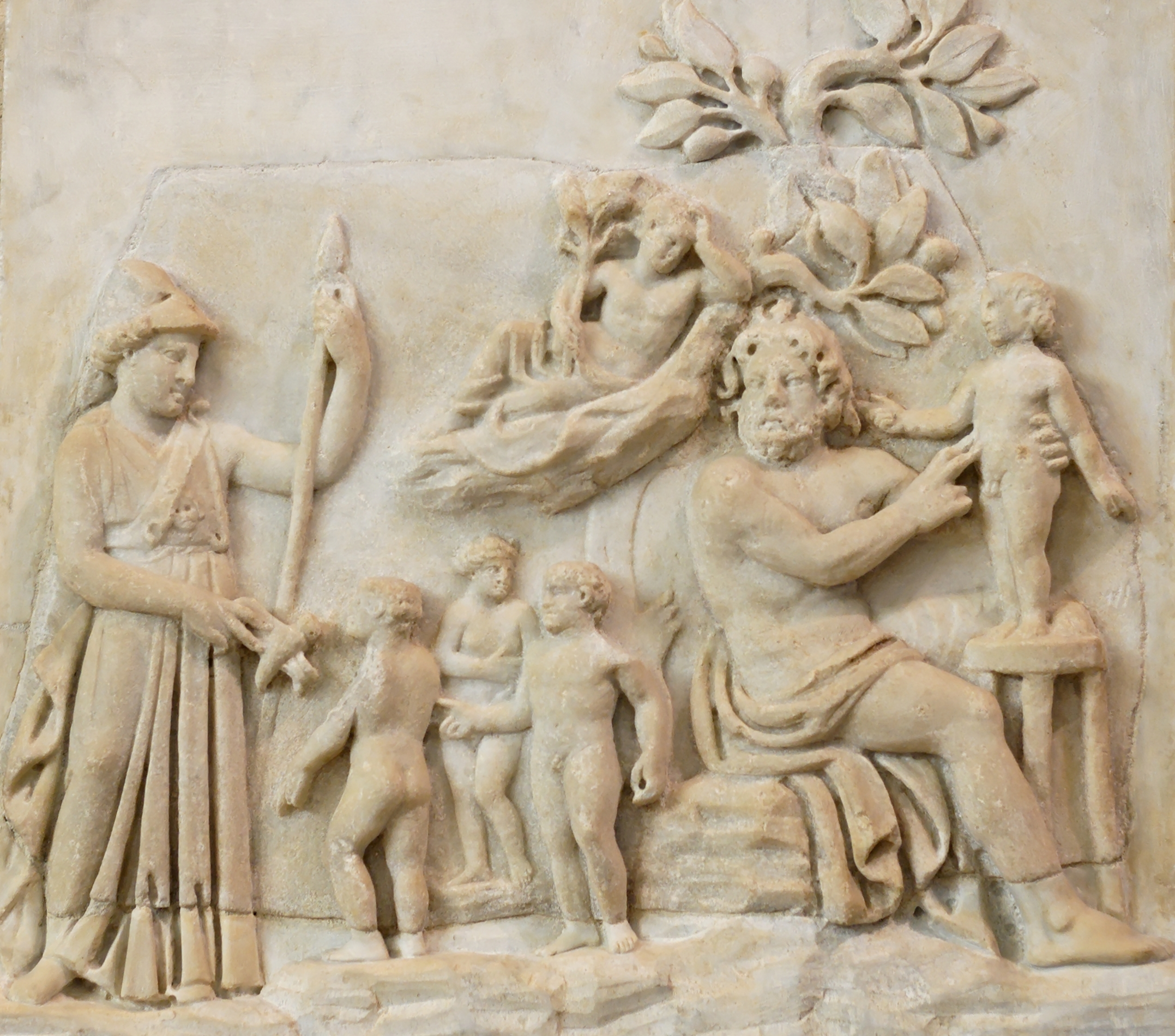
Creazione dell'essere umano, marmo, III secolo d.C., Parigi, Louvre.

### Prometeo ruba il fuoco

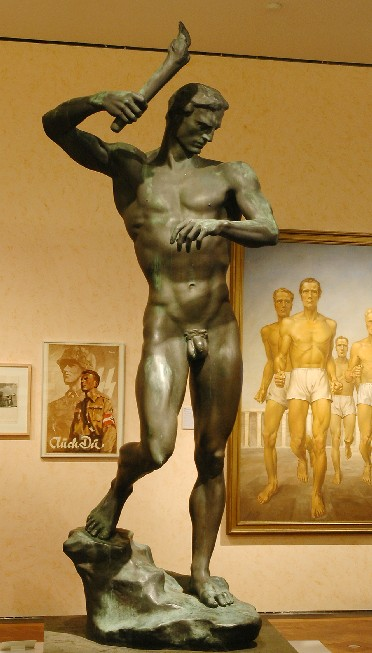
Arno Breker, Prometeo ruba il fuoco, 1934, bronzo, Bonn, Museo  Breker.
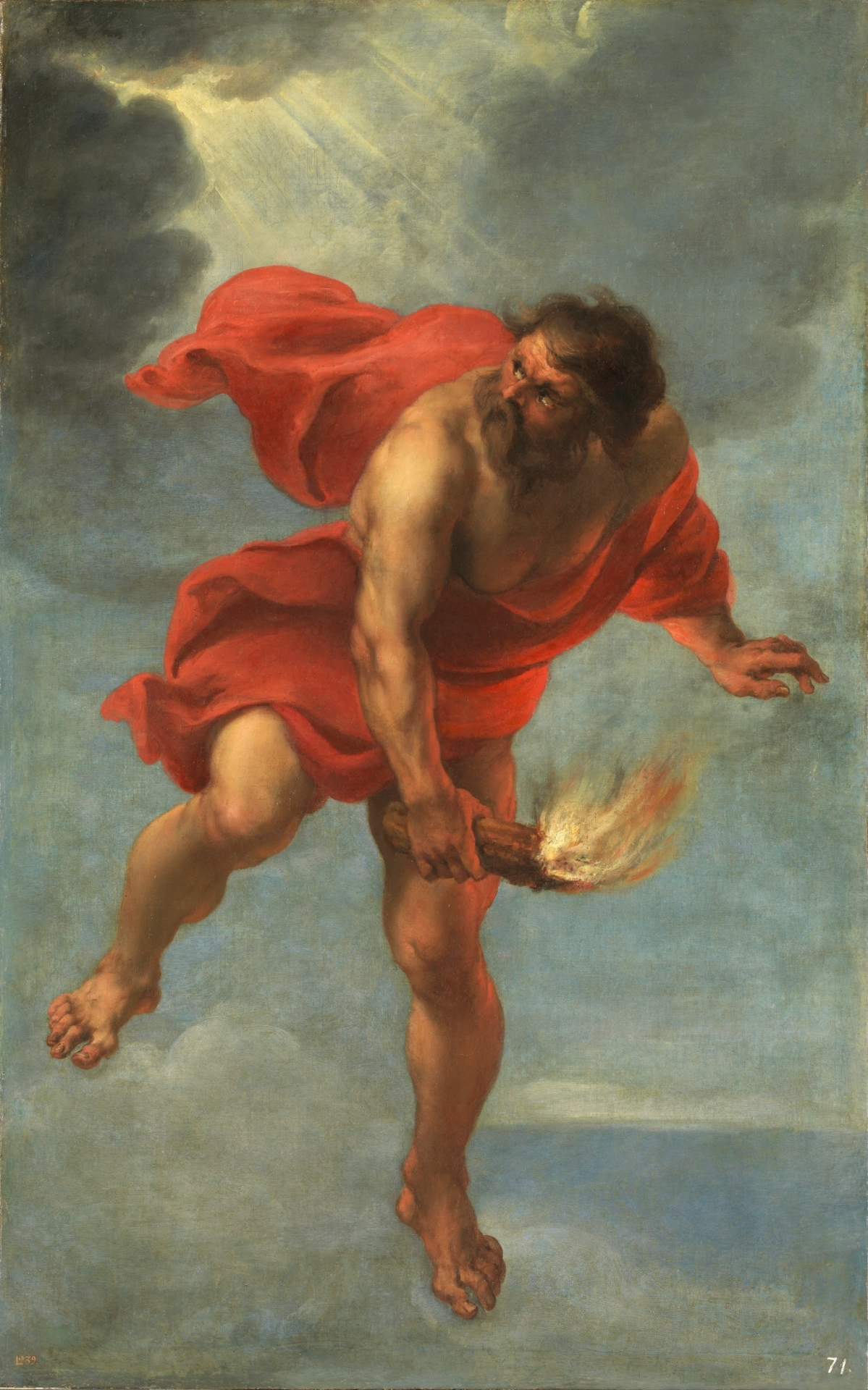
Jan Cossiers, Prometeo ruba il fuoco, XVII sec.
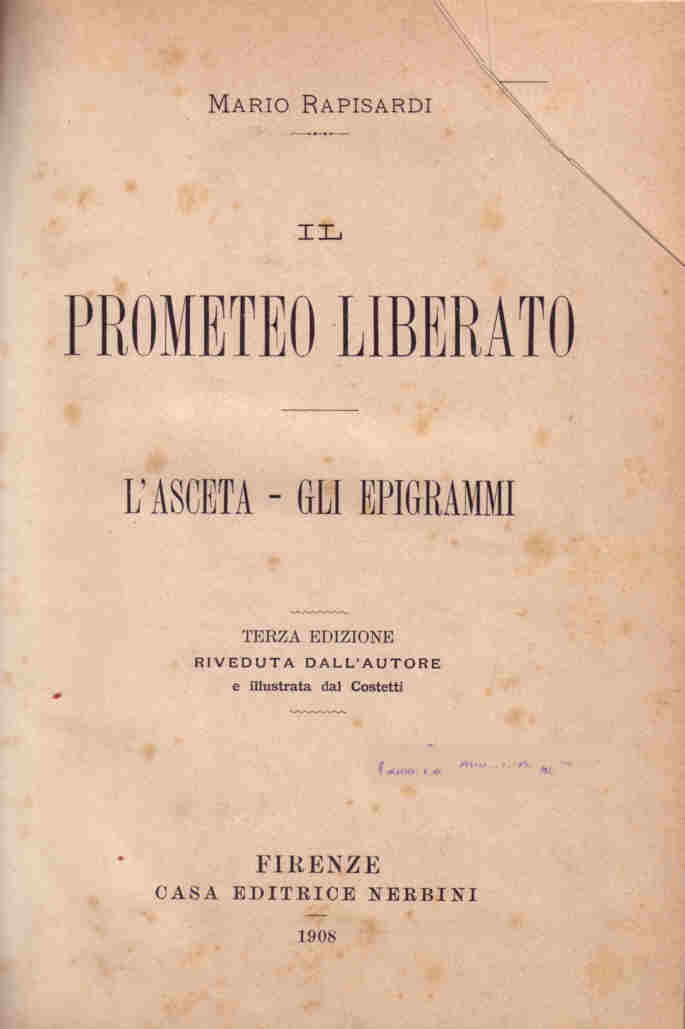
Il Prometeo liberato di Mario Rapisardi

## Influenza culturale

### Letteratura
- Prometeo - tragedia di Lucio Accio
- Il Prometeo - poemetto di Vincenzo Monti
- Prometheus - dramma di Wolfgang Goethe
- Prometeo donatore del fuoco - poema di Robert Bridges
- Prometeo ed Epimeteo - poema di Hugo von Hofmannsthal
- Prometeo ed Epimeteo - poema in prosa di Carl Spitteler
- Prometeo il paziente - poema di Carl Spitteler.
- Prometeo incatenato - traduzione di Elisabetta Barrett Browning
- Prometeo incatenato - tragedia di Eschilo
- Prometeo liberato - tragedia perduta di Eschilo
- Prometeo liberato - opera letteraria di Percy Bysshe Shelley
- Prometeo - poesia di George Gordon Byron
- Prometeo male incatenato - romanzo di André Gide
- Prometeo o il Caucaso - tragedia di Luciano di Samosata
- Prometeo portatore del fuoco - tragedia di Eschilo
- La statua di Prometeo - commedia di Pedro Caldéron de la Barca
- Prometheus - libro di Károly Kerényi
- Frankenstein, o il Prometeo moderno - romanzo di Mary Wollstonecraft Shelley
- La scommessa di Prometeo - Operette Morali di Giacomo Leopardi
- Prometeo - testo teatrale di Rodrigo García
- Protagora - dialogo di Platone dove viene narrato il mito di Prometeo ed Epimeteo.

### Musica
- Prometeo - tragédie lyrique di Gabriel Fauré
- Prometeo - poema sinfonico di Franz Liszt
- Prometheus - sinfonia di Otto Dorn
- Prometeo - album di Renato Zero
- Prometeo incatenato - ouverture di Károly Goldmark
- Prometeo incatenato - musiche di scena di Jacques- Élie Halévy
- Prometeo incatenato - cantata di Lucien Lambert
- Prometeo incatenato - cantata di André Messager
- Le nozze di Prometeo - cantata di Camille Saint-Saëns
- Prometeo. Tragedia dell'ascolto - dramma in musica di Luigi Nono
- Prometeo. Poema del fuoco - poema sinfonico di Alexander Scrjabin
- Prometheus - opera lirica di Carl Orff
- Prometheus: The Discipline of Fire and Demise - degli Emperor
- Prometheus - Brano della band Symphonic Death Metal Greca SepticFlesh
- Prometheus - complesso musicale jazz attivo soprattutto negli anni settanta
- Prometeo. Tragedia dell'ascolto - composizione di Luigi Nono
- Prometheus - brano della band tedesca Saltatio Mortis incluso nell'album Aus der Asche del 2007

### Balletto
- Prometeo liberato - balletto di Charles Parry
- Le creature di Prometeo - balletto di Ludwig van Beethoven

### Scienze
- Prometeo - Satellite naturale del pianeta Saturno.
- Prometeo - L'elemento chimico Promezio
- Progetto Prometheus - Progetto di esplorazione spaziale di tre satelliti gioviani

### Altro
- The Lighthouse è un film horror/drammatico del 2019 girato in bianco e nero da Robert Eggers, che reinterpreta il mito di Prometeo ambientandolo a fine ‘800 su una sperduta e brulla isola battuta da tempeste e onde enormi. Protagonisti i due custodi del faro, destinati a sprofondare nella pazzia e nell’orrore dei miti marinareschi all’ombra della luce proibita.
- Prometheus - personaggio dei fumetti DC Comics
- Prometeo compare, come l'originale titano del mito, nel manga I Cavalieri dello zodiaco - Episode G, in cui il dio anziano Ponto trama per liberare Gaia, la Madre Terra; Prometeo ha un ruolo marginale, limitandosi a schierarsi con Ponto pur essendo dubbioso sulla validità delle motivazioni del prozio.
- Nel manga e anime One Piece, Prometheus è il nome di uno dei principali e più fedeli servitori dell'Imperatrice Big Mom, da lei direttamente creato con l'aspetto di un piccolo sole.
- Nel videogioco God of War II, Prometeo viene rappresentato mentre è incatenato a una roccia nei pressi della tana del titano Tifone e martoriato quotidianamente da una grande aquila bianca che si nutre delle suo fegato. Viene liberato dal protagonista Kratos, che ne spezza le catene utilizzando l'arco "Flagello di Tifone", facendolo cadere nel dirupo sottostante.
- All’inizio del film Oppenheimer la vicenda di Prometeo viene citata comparando il dono del fuoco al genere umano alla creazione della bomba atomica da parte di Oppenheimer.